# Breka Fest
Za hrvaškega generala glejte Mane Breka.
Breka Fest je slovenski poletni dvodnevni težkometalni glasbeni festival, ki se odvija v Srednji Bistrici v Prekmurju. Njegov začetek sega v leto 2008 in poteka neprekinjeno do današnjih dni. Priložnost daje predvsem zvrstem ekstremnega metala, kot so grindcore, goregrind, thrash metal, pa tudi punk rocku in hardcoru. Na njem so med drugimi nastopili Gutalax, Železobeton, Carnal Diafragma, Noctiferia in Odpisani. Promovira tudi neuveljavljene prekmurske, slovenske in tuje metalne glasbene skupine.

## Organizacija
Breka Fest se odvija na prostem na prizorišču Kantina ob reki Muri. Poteka dva dni konec avgusta, obiskovalci pa spijo na površini ob koncertnem prizorišču v improviziranem kampu. Festival organizira društvo D. A. M. B. (Društvo alternativne mladine Bistrica). Poteka dvanajsto leto zapored, kar ga uvršča med najdlje trajajoče slovenske glasbene festivale.
Festival je pravzaprav dvodelen, saj društvo od leta 2014 organizira tudi zimski enodneven dogodek Winter Breka v Beltincih.

## Izvor imena
Breka v prekmurskem narečju pomeni otroško dretje, hrup.

## Seznam glasbenih skupin po letih

### Breka Fest VII[3]
- Anger
- Decomposing Entity
- Don Gatto
- Đornata
- Eyecontact
- God Scard
- Inhibis
- Mephistophelian
- Mito2
- Orange Fat
- Panikk
- Pannonian Black Metal Alliance
- Plavi Lokvanj
- Until Death
- Upset
- Vulvathrone

### Breka Fest VIII[4]
- Articulation of Antipathy
- Ashine
- Bad Blood
- Burn Fuse
- Dickless Tracy
- The Equasion
- Infest
- Noctiferia
- Odpisani
- Unicum
- Vaginal Herpes

### Breka Fest IX[5]
Petek
- Abolished
- Ass to Mouth
- Bitching Betty
- Carnifliate
- Stronghold

Sobota
- Chains of Decay
- Crucifixions
- Kholn
- The Kojn
- Scatter
- spokOI

### Breka Fest X[6]
- Ambasador Rous
- Billog
- Inmate
- Inverted Pussyfix
- Malignant Tumour
- Panicka
- Reach
- Shin
- Sperm of Mankind
- 5 Stabbed 4 Corpses
- Unicum
- Vasectomy
- Vulvathrone
- Wrong

### Breka Fest XI[7]
- Ashine
- Bane
- Cult of the True Light
- Decage
- Gemišt
- Glista
- Gutalax
- Kaoz
- Last Hope
- Mincing Fury
- NBF
- Pigs Parlament
- Spineless Fuckers
- Smrt

### Breka Fest XII[2]
Petek
- Brutal Sphincter
- Odpisani
- Senf
- Serrabulho
- Throattwister
- Železobeton

Sobota
- Carnal Diafragma
- E. N. D.
- Dark Sphere
- Dead Corcoras
- Iritator
- Just War
- Nuclear Vomit
- UGF

### Breka Fest XII[8]
Petek
- Showdare
- HakAttak
- Deafness By Noise
- NadimaC
- Achsar
- SMRT

Sobota
- Reach A.D.
- Razvalina
- Dislocated
- SPASM
- Armaroth
- Vaginal Herpes

### Breka Fest XIV[9]
Petek
- Čarne marjetice
- Wasserdicht
- Urban Instinkt
- Deformed Cadaver
- Putrid Pile
- Anime Torment
- Menstrual Cocktail
- Sirrush

Sobota
- Match!
- Živi zid
- Greia
- Vulvathrone
- Eruption
- Cytotoxin
- Don Gatto
- Duo Black Metal

### Breka Fest XV[10]
Petek
- Sakrabolt
- Wrong
- Kaoz
- Clitgore
- Gutfuck
- Mors Silens
- Irdorath

Sobota
- Divine Inferus
- Panicka
- Perfect Sky
- Taste of Plague
- Mastic Scum
- Pediatrician
- Choked by Own Vomits
- Serpentslain